# Діоксид сірки
Діокси́д сі́рки, сульфу́р(IV) окси́д, сірчистий ангідрид, сірчистий газ — неорганічна бінарна сполука складу SO2. За звичайних умов це безбарвний газ з різким задушливим запахом. Проявляє доволі сильні відновні властивості. Використовується у синтезі сульфатної кислоти, а також як відбілювач і для обробки приміщень від шкідників.

## Фізичні властивості
Діоксид сірки у стандартному стані — безбарвний газ із різким задушливим запахом. Він важчий від повітря більш ніж удвічі.
При охолодженні до -10 °С діоксид сірки скраплюється в безбарвну прозору рідину, а під тиском 2,5 атм скраплюється при звичайній температурі, тому його можна зберігати і транспортувати в сталевих балонах у рідкому стані. Випаровування рідкого SO2 супроводжується значним охолодженням (до -50 °С).
У 1 об'ємі води розчиняється до 40 об'ємів SO2 — дуже високий показник. Розчинність у воді: 
- 22,97 г/100 мл (0 °C);
- 11,58 г/100 мл (20 °C);
- 9,4 г/100 мл (25 °C).

## Отримання
Сірчистий газ утворюється при спалюванні сірки в повітрі або в кисні:
{\displaystyle \mathrm {S+O_{2}\longrightarrow SO_{2}} }
Але в промисловості для отримання SO2 зазвичай використовують дешевшу сировину, головним чином пірит (залізний колчедан) FeS2. Горіння піриту відбувається за реакцією:
{\displaystyle \mathrm {4FeS_{2}+11O_{2}\longrightarrow 2Fe_{2}O_{3}+8SO_{2}} }
Значні кількості SO2 одержують як побічний продукт у кольоровій металургії при випалюванні сульфідних руд, наприклад, цинкової обманки:
{\displaystyle \mathrm {2ZnS+3O_{2}\longrightarrow 2ZnO+2SO_{2}} }
У лабораторних умовах діоксид сірки отримують при дії на гідросульфат натрію NaHSO3 сульфатною чи хлоридною кислотою або шляхом розчинення міді в концентрованій сульфатній кислоті при нагріванні:
{\displaystyle \mathrm {NaHSO_{3}+HCl\longrightarrow NaCl+SO_{2}+H_{2}O} }
{\displaystyle \mathrm {Cu+2H_{2}SO_{4}\longrightarrow CuSO_{4}+SO_{2}+2H_{2}O} }

## Хімічні властивості
Діоксид сірки займає проміжне положення в ряду окиснення-відновлення сірки. Сірка в ньому позитивно чотиривалентна. Тому атом сірки в молекулі SO2 може або віддавати ще 2 електрони, або приєднувати 4 чи 6 електронів. Отже, залежно від умов діоксид сірки може бути відновником або окисником. Різко в нього виражені відновні властивості. При взаємодії з окисниками SO2 виявляє відновні властивості.
Діоксид сірки не горить сам і не підтримує горіння, але при дії каталізатора (оксиду ванадію(V) або платини) і за високої температури здатен окиснюватися до триоксиду сірки:
{\displaystyle \mathrm {2SO_{2}+O_{2}{\xrightarrow {400-500^{o}C}}\ 2SO_{3}} }
При пропусканні SO2 через воду за невеликого нагрівання (або при наявності кисню) утворюється сульфатна кислота:
{\displaystyle \mathrm {3SO_{2}+2H_{2}O\longrightarrow 2H_{2}SO_{4}+S\downarrow } }
{\displaystyle \mathrm {2SO_{2}+O_{2}+2H_{2}O\longrightarrow 2H_{2}SO_{4}} }
Взаємодіє з основами та кислотами-окисниками, утворюючи ряд сульфітів або гідросульфітів:
{\displaystyle \mathrm {SO_{2}+2NaOH_{(conc.)}\longrightarrow Na_{2}SO_{3}+H_{2}O} }
{\displaystyle \mathrm {SO_{2}+2NH_{3}\cdot H_{2}O\longrightarrow (NH_{4})_{2}HSO_{3}} }
{\displaystyle \mathrm {SO_{2}+2HNO_{3}(conc.){\xrightarrow {t}}\ H_{2}SO_{4}+2NO_{2}\uparrow } }
За підвищених температур SO2 реагує з деякими неметалами:
{\displaystyle \mathrm {SO_{2}+F_{2}{\xrightarrow {25^{o}C,Pt}}\ SO_{2}F_{2}} }
{\displaystyle \mathrm {SO_{2}+3F_{2}{\xrightarrow {650^{o}C}}\ SF_{6}+O_{2}} }
{\displaystyle \mathrm {SO_{2}+O_{3}\longrightarrow SO_{3}+O_{2}} }
При взаємодії з більш вираженими відновниками діоксид сірки проявляє властивості окисника:
{\displaystyle \mathrm {2SO_{2}+SeO_{2}\longrightarrow Se+2SO_{3}} }
{\displaystyle \mathrm {SO_{2}+C{\xrightarrow {400-600^{o}C}}\ S+CO_{2}} }

## Безпека
Діоксид сірки отруйний, хоч і значно менше, ніж сірководень. Наявність його в повітрі в кількості 0,33 мг/дм³ і більше викликає задишку і запалення легенів. Тому працювати з ним слід обережно.

## Застосування
Діоксид сірки застосовують у різних галузях промисловості. Найбільші його кількості йдуть на виробництво сульфатної кислоти. Діоксид сірки має здатність убивати різні мікроби, тому ним обкурюють складські приміщення, підвали, винні бочки тощо, а також овочі і фрукти, щоб запобігти їх загниванню.
Діоксид сірки знебарвлює різні органічні барвники і застосовується для відбілювання вовняних і шовкових тканин, соломи тощо. Але його відбілююча дія має інший характер, ніж кисню і хлору. Кисень і хлор руйнують забарвлюючі речовини, а SO2 утворює з ними безбарвні речовини. Деякі з них з часом можуть поступово розкладатися. Наприклад, відбілена сульфітним газом солома, з якої роблять капелюхи, під впливом сонячного світла поступово жовтіє, повертаючи свій попередній колір.